# アンドレイ・カンチェルスキス
アンドレイ・カンチェルスキス（ロシア語: Андре́й Анта́насович Канче́льскис Andréj Antánasovič Kančél'skis, ウクライナ語: Андрій Антанасович Канчельскіс Andrij Antanasovyč Kančél'skis, リトアニア語: Andrejus Kančelskis, 1969年1月23日 – ）は旧ソビエト連邦（現ウクライナ）・キロヴォフラード出身の元サッカー選手、サッカー指導者。元ロシア代表。ポジションはMF、ウインガー。

## クラブ
ディナモ・キエフのユースを経て、1989年にディナモ・キエフでキャリアをスタートする。1990年にはシャフタール・ドネツクに移籍した。
そして、1991年5月にイングランド、プレミアリーグのマンチェスター・ユナイテッドと契約。1990-91シーズン終盤のクリスタル・パレス戦において、プレミアデビューを果たす。
マンチェスター・ユナイテッドでは主に右ウィングとして活躍。独自の低い姿勢から繰り出す高速ドリブルに鋭いフェイントを駆使し、精度の高いセンタリングで数々のチャンスを生み出した。また、左右両足遜色のないキックで高い得点力を備え、アタッカーとしても活躍。
左ウィングのライアン・ギグスとともに両サイドを幾度となく切り裂き、マーク・ヒューズ、エリック・カントナらのゴールを演出。ギグス、ヒューズと共に形成する3トップの活躍もあり、1992-93シーズンには26年ぶりのリーグ優勝、1993-94シーズンのマンチェスター・ユナイテッド2冠の立役者となった。
1994-95シーズン、マンチェスター・ユナイテッドはアラン・シアラーを要するブラックバーン・ローヴァーズの前にプレミアリーグで屈する。このシーズンのカンチェルスキスは故障がちであり、23試合の出場に留まるも、チーム得点王である14得点を挙げる。しかし、度重なるアレックス・ファーガソン監督との確執、チームの世代交代の思惑もあり、翌シーズンにはエヴァートンに移籍した。
エヴァートン移籍1年目の1995-96シーズンは32試合に出場し16点を挙げ、チームの中心選手として活躍。
1996-97シーズンの冬の移籍期間には、かねてからオファーがあり、右サイドハーフを欲していたセリエAのフィオレンティーナへ20億円を超える移籍金で移籍する。1年目は期待された活躍ができず、飛躍の兆しがみられた1997-98シーズンも序盤のインテル・ミラノ戦における怪我での長期離脱もあり、1998-99シーズンにはスコティッシュ・プレミアリーグのレンジャーズへ移籍。レンジャーズでタイトル獲得に貢献するも、監督との確執もあり、その後は、マンチェスター・シティ、サウサンプトンFC、アル・ヒラルと移籍を繰り返す。母国であるFCサトゥルン・ラメンスコーエを経て、クリリヤ・ソヴェトフ・サマーラで2006年に引退した。

## 代表
ソビエト連邦代表として17試合に出場。
ソビエト連邦崩壊後はCIS代表としてUEFA EURO '92に出場した。CIS代表は、オランダ、ドイツと引き分ける健闘を見せたが、最終節のスコットランド戦で敗れたため、グループリーグ最下位に終わった。しかし、カンチェルスキスは、右ウイングバックとしてハードなタックルと果敢な攻撃参加で活躍。
ロシア代表としてFIFAワールドカップ・アメリカ大会でも中心選手とみられていたが、本大会目前にイゴール・シャリモフ、イゴール・コリヴァノフ、セルゲイ・キリヤコフ、ヴァシリ・クルコフらとともに当時のロシア代表監督パヴェル・サディリンに反旗を翻し、出場をボイコットした。
オレグ・ロマンツェフがロシア代表監督就任後にロシア代表に復帰。UEFA EURO '96には、1試合の出場に留まり、インパクトを残すことはできなかった。
その後は、その神経質な性格が災いして、ここでもロマンツェフと衝突。代表とも疎遠になった。

## エピソード
- リトアニア人の父親を持ち、ウクライナの出身でもあったが、ロシア代表を選択した。

## タイトル
- ソビエト・リーグ 1990
- USSRカップ 1990
- UEFAスーパーカップ 1991
- プレミアリーグ 1992-93, 1993-94
- FAカップ 1994
- フットボールリーグカップ 1992
- FAチャリティー・シールド 1993, 1994, 1995
- スコティッシュ・プレミアリーグ 1999, 2000
- スコティッシュカップ 1999, 2000, 2002
- スコティッシュリーグカップ 1999, 2002